# شوربلاغ (گرمی)
شوربلاغ یک روستا در ایران است که در دهستان اجارود غربی واقع شده‌است. شوربلاغ ۱۶۲ نفر جمعیت دارد.